# Regueb
Regueb oder auch Rgueb (arabisch الرقاب, DMG ar-Riqāb) ist eine Stadt im Zentrum Tunesiens 38 Kilometer südöstlich der Stadt Sidi Bouzid. Sie hat etwa 8.000 Einwohner und ist Hauptort einer gleichnamigen Délégation mit rund 60.000 Einwohnern.

## Geographie
Regueb ist 90 Kilometer von Sfax, 110 Kilometer von Kairouan und 90 Kilometer von Gafsa entfernt.

## Geschichte
Während der Unruhen in Tunesien 2010/2011 kam es in Regueb zu gewalttätigen Auseinandersetzungen zwischen Demonstranten und Sicherheitskräften, bei denen Todesopfer zu beklagen waren. Teilweise war sie von Spezialeinheiten der Polizei eingekesselt.

## Wirtschaft
Die Wirtschaft von Regueb basiert auf der Landwirtschaft, mehr als 90 % der Böden sind landwirtschaftlich nutzbar. In der Region werden Olivenöl, Nutzpflanzen und Obst produziert.

## Ausbildung
Regueb verfügt über mehrere Ausbildungseinrichtungen:
- zwei Gymnasien
- eine Schule in freier Trägerschaft
- drei Collèges
- eine Berufsschule
- zwei Grundschulen
- fünf Kindergärten.

## Persönlichkeiten
- Marwa Bouzayani (* 1997), Hindernisläuferin